# فوترة الخيار السلبي
فوترة الخيار السلبي هي ممارسة تجارية يتم بمقتضاها توفير السلع والخدمات بشكل تلقائي، وعلى العميل حينئذٍ إما أن يدفع مقابل الخدمة أو أن يقوم بإلغائها على وجه التحديد قبل تحرير الفاتورة.
وهذا على سبيل المثال هو النموذج الذي تتأسس عليه خدمات الطلب بالبريد مثل: كولومبيا هاوس  ودار بوتوم لاين للنشر  ونوادي الكتب الأخرى.

## قانون الولايات المتحدة
اعتبارًا من 2006، وفي 15 ولاية أمريكية، تم اعتبار السلع المُتَبَرَع بها بمثابة هدايا بدون أي إلزام لدفع ثمنها أو إعادتها. وغالبًا ما تتركز القضايا الخلافية في فوترة الخيار السلبي على الضياع غير المقصود للالتماس بسبب الطباعة الدقيقة وصعوبة سحب الالتماس بمجرد تقديمه. ومن الأمثلة الأخرى على تلك المشكلة تلك الدعوى القضائية الجماعية التي رفعها المستهلكون ضد شركة سكولاستيك كوربوريشن حيث شعروا بأنهم تعرضوا للمضايقة والخداع والترهيب عندما حاولوا إلغاء عضويتهم.

## القانون الكندي
في كندا، حاول البرلمان حظر تلك الممارسة في عام 1996 عقب الاحتجاج الشعبي الذي حدث في العام السابق لهه عندما أضافت معظم شركات التلفزيون مدفوعة الاشتراك باقة خدمات متخصصة لعروضهم بهذا الأسلوب. وسابقًا، كانت تلك هي الطريقة النموذجية لإضافة قنوات جديدة لخدمات التلفزيون مدفوعة الاشتراك، ولكنها لم تكن في السابق تجذب نوع الجدل الذي أثير بإطلاق القنوات في عام 1995، والسبب الجزئي وراء حدوث ذلك أن انطلاقة 1995 كانت تتضمن عددًا كبيرًا من القنوات التي أعلنت انطلاقها في وقتٍ واحد، بينما لم تضم الإضافات السابقة إلا قناة أو اثنتين في المرة الواحدة.
في ذلك الحين، قام النائب البرلماني روجر جالاواي بتقديم مشروع قانون في 1996 لحظر تلك الممارسة وتم تمرير هذا المشروع في مسودته الأولى، إلا أنه حكم عليها بالفناء عندما صدر قرار بحل المجلس التشريعي لإجراء الانتخابات في عام 1997. ولكن تم رفع هذه المسودة مرة أخرى في عام 1999، كما تم تمرير القانون في ذلك العام. وفي هذا السياق، صرح مايكل جانيجان من مركز الدفاع عن المصلحة العامة قائلاً:

إن القلق المرتبط بممارسة فوترة الخيار السلبي له جذوره في طبيعة عقد الشراء والبيع، كما يتضح ذلك في القانون العام. فكما يتعلم كل دارسي القانون في السنة الأولى، يتكون هذا العقد من العرض والقبول. إن تاريخ قوانين حماية المستهلك ما هو إلا تسجيل لأحداث محاولة المشرعين للتأكيد على أن البائع يقوم بتوضيح العرض للمشتري بدون تحريف ثم يكون للمشتري الفرصة لاتخاذ قرارٍ مدروسٍ من أجل قبول أو رفض ذلك العرض. ويرجع ذلك إلى أن العقد الذي يتم إبرامه مع مستهلك يجهل بالعناصر الأساسية في العقد مثل: سعر السلع المقرر تسليمها وكميتها وجودتها يكون مخربًا لكفاءة السوق بالكامل.

علاوة على ذلك، حظرت حكومة أونتاريو تلك الممارسة في يوليو 2005. ولا توفر قوانين أونتاريو التي تجرم فوترة الخيار السلبي الحماية للمستهلكين من التداين من أجل شراء سلع أو خدمات وافقوا على استلامها.

## قانون المملكة المتحدة
قانون السلع والخدمات المُتَبَرَع بها (1971، كما عُدِل)  ينص على أن ...الشخص الذي ... تلقى سلعًا مُتَبَرَعًا بها يمكنه... استخدامها أو التعامل معها أو التخلص منها كما لو كانت هدايا غير مشروطة أُهديت إليه، وينتهي أي حق للمرسل في تلك السلع.

## وصلات خارجية
- "States Act On Cable Rate Rises" New York Times (1993)
- FTC Collection of public commentary on Negative option billing
- Negative Options: A Report by the staff of the FTC’s Division of Enforcement - Federal Trade Commission, January 2009